# Hylodes nasus
Hylodes nasus är en groddjursart som först beskrevs av Lichtenstein 1823.  Hylodes nasus ingår i släktet Hylodes och familjen Hylodidae. IUCN kategoriserar arten globalt som livskraftig. Inga underarter finns listade i Catalogue of Life.